# Breakwater (film)
Ne doit pas être confondu avec Breakwater.
Pour plus de détails, voir Fiche technique et Distribution.
Breakwater est un film américain, réalisé par James Rowe, sorti en 2023.

## Synopsis
Un prisonnier demande à un co-détenu, qui va être libéré, de retrouver sa fille pour prendre de ses nouvelles.

## Fiche technique
Sauf indication contraire, les informations mentionnées dans cette section peuvent être confirmées par la base de données cinématographiques IMDb,  présente dans la section « Liens externes ».
- Titre original : Breakwater
- Réalisation : James Rowe
- Scénario : James Rowe
- Musique : Roque Baños

## Distribution
- Dermot Mulroney : Ray Childress[1]
- Darren Mann (en) : Dovey[2]
- Mena Suvari : Kendra[2]
- Alyssa Goss : Eve[3]
- Sonja Sohn : Bonnie Bell[3]
- Celia Rose Gooding (en) : Jess[2]

## Production
En juin 2021, il est annoncé que Dermot Mulroney avait été choisi pour jouer dans le film. En octobre 2021, il est annoncé que Darren Mann, Alyssa Goss, Sonja Sohn et Celia Rose Gooding avaient rejoint le casting. Plus tard dans le même mois, il est annoncé que Mena Suvari avait rejoint le casting et que le tournage avait lieu en Caroline du Nord.

## Accueil
Andrew Stover, du magazine en ligne Film Threat, attribue à ce film une note de 6,5 sur 10.